# Kivisalmensaari (ö i Kajanaland, Kehys-Kainuu, lat 64,77, long 29,89)
Kivisalmensaari är en ö i Finland. Den ligger i sjön Aittojärvi och i kommunen Suomussalmi i den ekonomiska regionen  Kehys-Kainuu  och landskapet Kajanaland, i den östra delen av landet, 600 km nordost om huvudstaden Helsingfors. Öns area är 0,3 hektar och dess största längd är 90 meter i öst-västlig riktning.